# ジョイカード (ゲームコントローラ)
ジョイカードは、ハドソンが発売したゲームコントローラである。家庭用ゲーム機やPC用など様々なプラットフォーム用に発売された。

## 概要
最初のジョイカードは、MSX用に発売されたものである。名称の通りカード状と形状で、方向ボタンは正方形の角を斜めに削ったような八角形。連射機能は持たない。ミツミ電機製の品のOEMだった。
ファミコン用として初めて発売されたのは、「ジョイカードマークツー」である。ファミコン純正のコントローラーと同じデザインの連射機能付きのジョイパッドであり、デザインは任天堂の純正のファミリーコンピュータに付属のコントローラとほぼ同じでサイズは一回りほど大きい。連射はAボタンとBボタンに割り当て可能で、連射速度はスライドスイッチの切り替えにより、連射無し、秒間8発、秒間15発（15発は保障速度で最大は16.5発）の3段階に設定可能。接続コードはファミコン付属の純正品よりも長い1.1メートル。定価は1,980円。
ファミコン本体の純正コントローラーは、サイドからコードが出ている関係でコードが指がかかりやすいという問題があったが、本機はコードを中央から出す設計によりプレイ時に指にコードがかからないという利点もあった。この設計は以降に発売されるゲーム機のコントローラーや周辺機器にも採用されていく。またサイズが純正品コントローラーより一回り大きいことも大人にはフィット感が良く持ちやすく、1,980円と安価な価格設定は小中学生にも入手し易いこともありユーザーには好評を博し、当時のファミコンの大ブームと、高橋名人の人気による連打・連射ブームも相まって150万個を販売した大ヒット商品となった。

## 仕様・バリエーション
一番有名なのはファミコン用に発売された『ジョイカードMK.2』であるが、最初に発売されたものはMSX用であり、これは連射機能も付いていない形状も後にリリースされたものとはまったく違うノーマルのコントロールパッドであった。1986年6月13日にハドソンより発売の全国キャラバン用ソフト『スターソルジャー』と同日に『ジョイカードMK.2』として発売。名称に最初からマーク2とあるのはこの為。
尚、ファミコン用『ジョイカードMK.2』は、連射速度がパッケージ表には秒間最大秒間16.5発とあるが、パッケージ裏には15発と表記されている。これは設計上では最大秒間16発を予定していたものの、当時のICの精度の関係で秒間16発を発射できるのは10個に1個くらいの割合だったという事情で、動作保証が可能な最大秒間15発もパッケージに表記しておこうという事情によるもの。
その後ジョイカードMK.2の仕様でMSXやPC用も発売され、後に発売される家庭用ゲーム機スーパーファミコン、セガサターン、NINTENDO 64等でも発売された。PCエンジンでは「ターボパッド」という名称でジョイカードと同じ仕様で発売。

## 制作ルーツ
1985年の5月頃、ハドソン社内の技術回路に詳しい人物が、コントローラーにタイマーICを入れて連射機能を付けていたのを、高橋名人がその回路の構造を聞いて自分で半田ごてでリレーを付け連射機能付きのファミコン用コントローラーを自作したのがルーツである。これを当時のハドソンの社長が便利そうだと持って行き、高橋名人が製作したものはこの後も副社長や専務らと次々と持って行かれた。これだけ好評なら製品化しても売れるだろうということで、ハドソン社内の技術陣が回路を正式にIC化して製品化となった。

## ジョイカードシリーズ
ジョイカードMK.2（ファミリーコンピュータ用 1986年）
1986年6月13日に『スターソルジャー』と同時発売。150万個を販売した。
ジョイカードMK.2 透明バージョン（ファミリーコンピュータ用 1987年）
1987年6月5日発売『高橋名人のBUGってハニー』のプレゼント企画用のスケルトン仕様の非売品。限定1000個の配布数の少なさと、応募期間が1987年6月5日から月末の30日までと短期間だったことから非常にレア。
ジョイカードMK.2 ヘクター'87バージョン（ファミリーコンピュータ用 1987年）
1987年7月の『ヘクター'87』の発売と全国キャラバンゲーム大会と同時期に発売されたバージョン。この年開催のキャラバンは、ジョイカードの持ち込みと連射機能の使用が公式ルールで許可されたので、それに合わせて発売された関連商品。前年に発売のものとは機能的に違いはなく本体カラーはブラックで上面のロゴプリントに「HECTER」とある。
ジョイカードMK.2 サンスイ・バージョン（ファミリーコンピュータ用 1989年）
1989年に音響機器メーカーの山水電気との共同で製作発売。これまでの連射機能に加えて、音声出力用にイヤホン端子と音量調整用のボリュームが実装された。この為本体サイズは従来品のジョイカードMK.2よりやや厚みがある。これらの機能とイヤホンが付属してる関係で定価は2,980円とノーマル版より1,000円ほど高い。本機は発売元と発売時期により複数のバージョン存在し、初期にハドソン版と山水電気版がそれぞれ発売され、後期にはハドソンより『ジョイカードSSS』という名称とパッケージをリニューアルして発売された。本体カラーはハドソン版がグレーで山水電気版はブラック。
本機の最大の特徴として、「SOUND SHIFTスイッチ」をオンにすることにより、十字キーの左右の操作に連動してゲーム中のサウンドが左右に動くという疑似ステレオ機能があった。 尚、本機の音声出力端子からはファミコン本体の内蔵音源のみの音が出力可能で、ディスクシステムやカセット側に登載の拡張音源の音の出力には対応していない。
スーパージョイカード（スーパーファミコン用）
1991年8月23日発売。サイズは純正コントローラーより一回り大きく、A、B、X、Yボタンに連射を割り当てが可能（L、Rボタンに連射設定は不可）。前期と後期と製造ロットに違いがあり、後期ロット版はコードが2.2メートルと従来品よりも長くなっており、パッケージイラストにボンバーマンが使われ『スーパーボンバーマン2』のリリースに合わせて発売された。また、スーパーボンバーマンシリーズでは、ある裏技を実行するのに本機が必要なのが恒例となっていた。
SBOMジョイカード（セガサターン用 1996年）
1996年7月19日発売の『サターンボンバーマン』に合わせて『SBOMマルチタップ』と同時販売。読み方は「エスボンジョイカード」。形状はセガサターンの純正品とは大きく異なり、中央にボンバーマンを配置した個性的なデザインが特徴。本体カラーは白。セガサターンの純正パッドと異なりABCボタンとXYZボタン6個とも全て同じサイズに統一されている。連射速度は秒間26発で全ボタン個別に連射設定が可能。連射設定がホールド、連射、ノーマルという方式となった。この他にもポーズ連打によるスロー機能と、ハドソンのゲームのみで裏技を実行できるHuポジションが実装されている。
また、単品売りの他にも、ソフトとパッドとマルチタップの3つがセットになった『サターンボンバーマン Party Pac』も発売。更に翌年1997年11月には『サターンボンバーマンファイト!!』発売に合わせ、パッド2個とマルチタップをセットにした『SBOM 対戦パック』も発売されている。
- Huポジション
スタートボタンの上にあるスロースイッチを中央のHuポジションに合わせると、ハドソンのサターン用ソフトに限り本機を使用時のみ発動可能な裏技が実行という独自仕様が実装されていた（例：サターンボンバーマンでは隠しステージが出現する）。

ジョイカード64（NINTENDO 64用）
1997年8月に発売。A、B、Zボタンに連射割り当てが可能で、スロースイッチでのスタートボタン連打によるスローモーションも可能。サターンのSBOMジョイカードと同じくスロースイッチ中央にはHuポジションが実装されており、ハドソンのゲームに限り発動する裏技が実行できる仕様が盛り込まれていた。この他に3Dスティックの向きが調整が可能なアジャスト機構がある（3Dスティックを引っ張るとスティック部を捻るように動かせる）。サイズは純正品とほぼ同じだがグリップ部分の形状が異なる。また、プレゼント企画用の非売品に『Jリーグ イレブンビート1997』Jグリーン版と『パワーリーグ64』Pブルー版のスケルトン仕様のものもあった。
ジョイカード（MSX用）
他のジョイカードと形状も異なりコードも左から出ており連射機能も無いノーマルなパッド。ファミコンのジョイカードが「ジョイカードMK.2」という名称で発売なのはこちらを先にリリースしていた所以であるとされる。コネクタはATARI規格。
ジョイカード スーパーII（MSX用）
コードを本体中央から出す仕様にして連射機能が付いたもの。速度は最大秒間15発と単発のノーマルの切り替えのみ。コネクタはATARI規格。
ジョイカード スーパーX（MSX、X1、X68000用）
ファミコン用のジョイカードMK.2の発売後に、同じデザインと機能でMSXやPC用に発売。スタートボタンとセレクトボタンのあった部分には製品ロゴが入れられた。コネクタはATARI規格。ファミコン用とは違って連射速度はパッケージの表も裏も最大秒間16.5発と表記されている。

## 同時期の他社製品
- 他社製ジョイカード（ATARI規格）

80年代後半には、ハドソン以外でも同じ「ジョイカード」の名称でコネクタがATARI規格のジョイパッドがMSXやPC用に様々なメーカーより発売されていた。
- ジョイボール

HAL研究所が開発及び発売した独特の形状で有名な連射機能付きのコントローラ。
- ホリコマンダー

ジョイカードの後にホリ電機（現在はホリ）より発売された連射機能付きファミコン用コントローラー。連射速度がジョイカードを凌ぐ最大秒間24発が売りだった。ホリコマンダーも後に様々なバリエーションの機種が発売され、後の世代の家庭用ハードウェアにもジョイパッドをリリースし続けている。